# Ruedas Alex

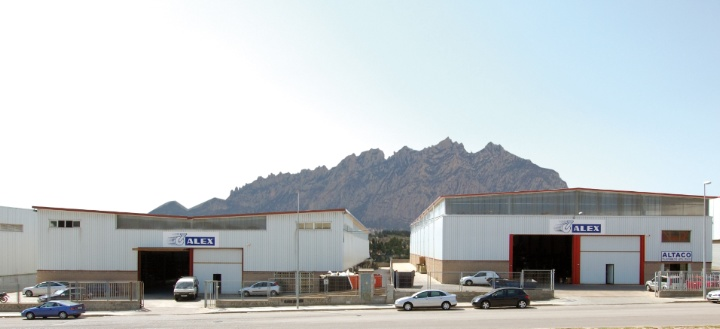
Imagen de las plantas de producción donde desarrollan su actividad diaria.

RUEDAS ALEX es una Empresa española fabricante de ruedas para todo tipo de aplicaciones. Fundada 1958 y certificada con la ISO 9001. Exportadora en Europa, África y América. Cuenta con más de 2900 referencias fabricadas en sus propias plantas de producción en el área de Barcelona. Todas sus ruedas llevan el sello “Fabricado en España”.

## Historia
Ruedas Alex inició su actividad en el año 1953 fabricando aparatos de precisión, pero no fue hasta 1958 cuando comenzó a fabricar ruedas para manutención.
Se remontan sus orígenes en una pequeña oficina en la ciudad de Barcelona, donde estaban al frente como gerentes de Ruedas Alex D. José Asens Rebollo y D. Ángel Urquizu Escorigüela.
En la actualidad Ruedas Alex dispone de unas instalaciones de 12.000 m² de naves situadas en una superficie de más de 25.000 m² en los alrededores de Barcelona.
Actualmente, al frente de la empresa, se encuentra la segunda generación, que recoge el relevo y el compromiso de seguir manteniendo a Ruedas Alex.